# Rio Mocazim
O rio Mocazim, ou Uet Macasin (ou Mejazen, Makhazine,  Mekhazen, Mkhâzen - i. é, dos cavaleiros), é um dos afluentes do Rio Lucos. 
Foi nas suas margens que se deu uma das batalhas mais decisivas da história de Marrocos: a Batalha de Alcácer Quibir. 
Bernardo Rodrigues em seus Anais de Arzila, chama-o "rio da Ponte" por nele se encontrar uma ponte que os portugueses atravessavam quando queriam "correr ao campo de Alcácer".  Foi perto dessa ponte que se deu a batalha : "assi entrou o exercito no campo, & tanto que passou a pequena ribeira do Mocasim, abaixo da sua ponte, por ser baixa a maré, que se lhe comunica pelo Rio Lucos."